# Landkreis Oldenburg
Landkreis Oldenburg är ett distrikt (Landkreis) i det tyska förbundslandet Niedersachsen. Distriktet gränsar till de distriktsfria städerna Oldenburg och Delmenhorst samt till distrikten Landkreis Ammerland, Landkreis Cloppenburg, Landkreis Diepholz, Landkreis Vechta och Landkreis Wesermarsch. 
Huvudort är Wildeshausen. Staden Oldenburg, som är en kretsfri stad, ingår inte i distriktet. Distriktet ingår i det historiska området Oldenburger Land. 

## Städer och kommuner
I förvaltningsrättslig mening finns i modern tid ingen skillnad mellan begreppet Stadt (stad) gentemot Gemeinde (kommun). 

### Einheitsgemeinden
| - Dötlingen - Ganderkesee | - Großenkneten - Hatten | - Hude - Wardenburg | - Wildeshausen (stad) |

### Samtgemeinde
| - Samtgemeinde Harpstedt |